# Kincsem (film)
Kincsem är en ungersk romantisk äventyrsfilm från 2017 i regi av Gábor Herendi, med Ervin Nagy och Andrea Petrik i huvudrollerna. Den kretsar kring den legendariska kapplöpningshästen Kincsem (1874–1887). Filmen var Ungerns dyraste filmproduktion någonsin. Den hade premiär 16 mars 2017 och blev en stor biografframgång i hemlandet.

## Medverkande
- Ervin Nagy som Ernő Blaskovich
- Andrea Petrik som Klara von Oettingen
- Lehel Kovács som Mike Madden
- Tibor Gáspár som Otto von Oettingen
- Tamás Keresztes som Gerlóczy
- Zoltán Rátóti som Bertalan Blaskovich
- Mónika Balsai som Hédike
- Zalán Makranczi som Franz von Vogel
- József Gyabronka som Róbert Hesp

## Mottagande
The Hollywood Reporters Stephen Dalton skrev att filmens starka färger, kostymer och spektakulära nyckelscener gör att den "ibland liknar en utdragen europopvideo från 1980-talet". Det internationella intresset för filmen lär enligt Dalton förbli svagt, men den kan ändå tilltala "hästkapplöpningsfantaster som är bekanta med den verkliga historien", samtidigt som dess "flådiga skildring av societetsdekadens i 1800-talets Europa" kan skapa ett "kultfölje i det långa loppet".